# Station Vidstrup
Station Vidstrup is een station in Vidstrup in de Deense gemeente Hjørring. Het stationsgebouw uit 1925 is een ontwerp van de architect Sylvius Knutzen. Het is sinds 1969  niet meer als station in gebruik. Ter plaatse is nu een halte met abri. Vidstrup ligt aan de lijn Hjørring - Hirtshals. 